# Liste der Biografien/Cov
Liste der Biografien |
Portal Biografien |
Personensuche
# |
A |
B |
C |
D |
E |
F |
G |
H |
I |
J |
K |
L |
M |
N |
O |
P |
Q |
R |
S |
T |
U |
V |
W |
X |
Y |
Z |
?
 
Ca |
Cb |
Cc |
Ce |
Ch |
Ci |
Cj |
Ck |
Cl |
Cm |
Cn |
Co |
Cr |
Cs |
Ct |
Cu |
Cv |
Cw |
Cy |
Cz
 
Coa–Cod |
Coe–Cok |
Col |
Com |
Con |
Coo–Coq |
Cor |
Cos |
Cot |
Cou |
Cov |
Cow |
Cox |
Coy |
Coz
Die Liste der Biografien führt alle Personen auf, die in der deutschsprachigen Wikipedia einen Artikel haben. Dieses ist eine Teilliste mit 92 Einträgen von Personen, deren Namen mit den Buchstaben „Cov“ beginnt.

## Cov

### Cova
- Cova, Alberto (* 1958), italienischer Leichtathlet und Olympiasieger 1984
- Cova, Alexander de (* 1964), deutscher Zauberkünstler
- Cova, Jana (* 1980), tschechische Pornodarstellerin und FotomodellJana Cova (* 1980)

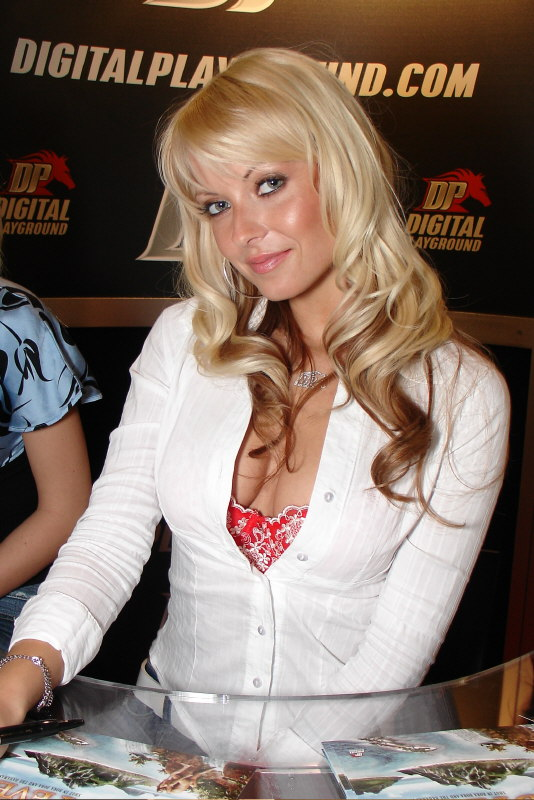
Jana Cova (* 1980)

- Covacevich, Jeanette (1945–2015), australische Herpetologin
- Covacich, Mauro (* 1965), italienischer Schriftsteller und Journalist
- Covaciu, Gheorghe (* 1957), rumänischer Handballspieler
- Covalciuc, Alexei (* 1982), moldawischer Handballschiedsrichter
- Covalciuc, Igor (* 1982), moldawischer Handballschiedsrichter
- Covalciuc, Serghei (* 1982), moldauisch-russischer Fußballspieler
- Covaliov, Serghei (1944–2011), rumänischer Kanute
- Covaliu, Mihai (* 1977), rumänischer Fechter und Trainer
- Covarrubias Acosta, Miguel (1856–1924), mexikanischer Botschafter und Außenminister
- Covarrubias y Leyva, Antonio (1514–1602), spanischer Jurist und Humanist
- Covarrubias y Leyva, Diego de (1512–1577), spanischer Rechts- und Kirchengelehrter
- Covarrubias y Orozco, Sebastián de (1539–1613), spanischer Kleriker, Emblematiker, Lexikograf, Romanist und Hispanist
- Covarrubias, Alonso de (1488–1570), spanischer Architekt und Bildhauer
- Covarrubias, Francisco (1775–1850), kubanischer Schauspieler, Autor und Dramaturg
- Covarrubias, Hugo (* 1977), chilenischer Filmregisseur und Animator
- Covarrubias, Juan (* 1961), chilenischer Fußballspieler
- Covarrubias, Miguel (1904–1957), mexikanischer Maler, Karikaturist, Ethnologe und Kunsthistoriker
- Covas, Bruno (1980–2021), brasilianischer Politiker der PSDB
- Covas, Mario (1930–2001), brasilianischer Politiker
- Covay, Don (1936–2015), US-amerikanischer Sänger und Komponist
- Covaz, Tullio (1904–1978), italienischer Regisseur

### Cove
- Cove, George, kanadischer Erfinder
- Coveart, John (1924–1987), kanadischer Pianist und Musikpädagoge
- Covel, John (1638–1722), englischer Geistlicher und Wissenschaftler
- Coveleski, Stan (1889–1984), US-amerikanischer Baseballspieler
- Coveli, Gianni (* 1970), deutscher Fußballspieler
- Coveliers, Hugo (* 1947), belgischer Politiker
- Covell, Andrea (* 1953), US-amerikanische Schauspielerin
- Covell, Chloe (* 2010), australische Skateboarderin
- Covell, Mark (* 1967), britischer Segler
- Covell, Phyllis (1895–1982), britische Tennisspielerin
- Covelli, Frank (* 1937), US-amerikanischer Speerwerfer
- Coven, Randy (1960–2014), US-amerikanischer Bassist
- Coveney, Hugh (1935–1998), irischer Politiker der Fine Gael
- Coveney, Patrick (1934–2022), irischer Geistlicher, römisch-katholischer Erzbischof und Diplomat des Heiligen Stuhls
- Coveney, Simon (* 1972), irischer Politiker (Fine Gael), MdEP
- Covens, Albert (* 1938), belgischer Radrennfahrer
- Covent, Yvan (1940–2011), belgischer Radrennfahrer
- Coventry, A. John (1936–2007), australischer Herpetologe
- Coventry, Francis (1725–1754), englischer Schriftsteller
- Coventry, George, 11. Earl of Coventry (1934–2002), britischer Peer und Politiker (Conservative Party)
- Coventry, Kirsty (* 1983), simbabwische Schwimmerin, MinisterinKirsty Coventry (* 1983)

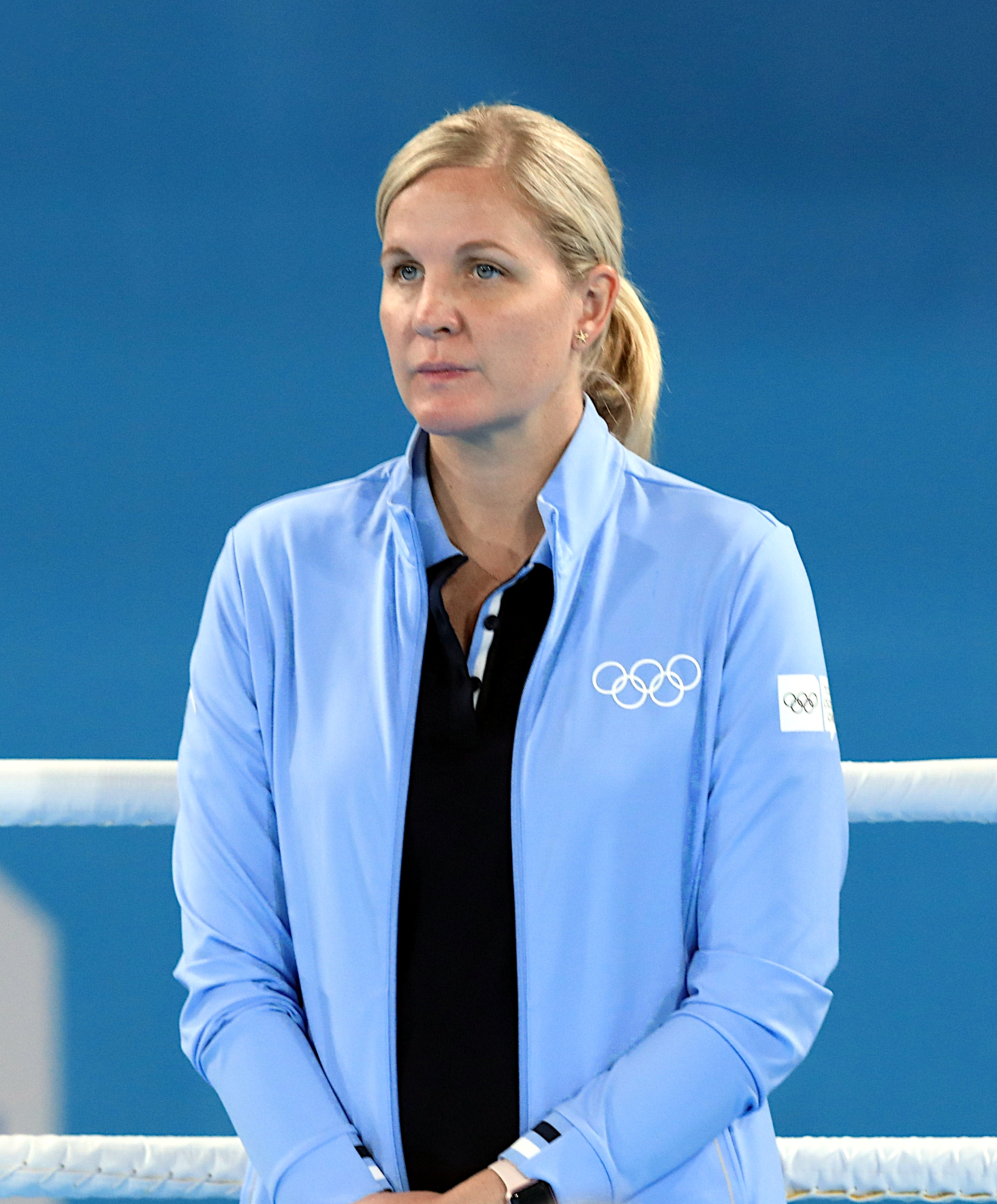
Kirsty Coventry (* 1983)

- Coventry, Maria, Countess of Coventry (1732–1760), britische Aristokratin
- Coveny, Vaughan (* 1971), neuseeländischer Fußballspieler
- Cover, Arthur Byron (* 1950), amerikanischer Science-Fiction-Autor
- Cover, Franklin (1928–2006), US-amerikanischer Schauspieler
- Cover, Jack (1920–2009), US-amerikanischer Erfinder
- Cover, Thomas M. (1938–2012), US-amerikanischer Statistiker
- Coverdale, David (* 1951), britischer Hardrock-Sänger und Bandleader von WhitesnakeDavid Coverdale (* 1951)

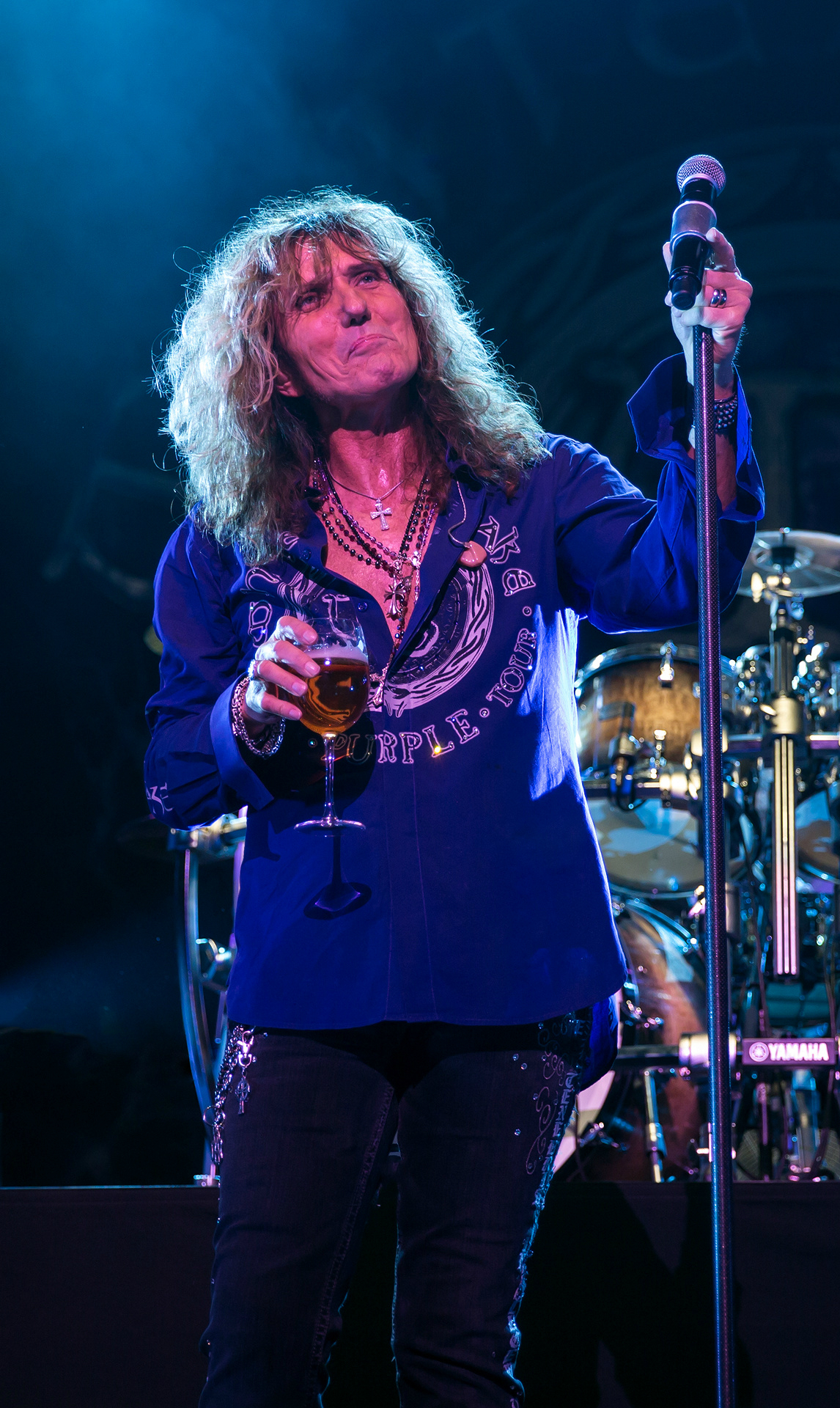
David Coverdale (* 1951)

- Coverdale, Miles († 1569), englischer Bibelübersetzer und Bischof von Exeter
- Coverdell, Paul (1939–2000), US-amerikanischer Politiker (Republikanische Partei)
- Coverly, Dave (* 1964), US-amerikanischer Cartoonist
- Covert, Allen (* 1964), US-amerikanischer Comedian, Schauspieler und Filmproduzent
- Covert, James W. (1842–1910), US-amerikanischer Jurist und Politiker
- Covert, Jim (* 1960), US-amerikanischer American-Football-Spieler
- Covert, John (1882–1960), US-amerikanischer Maler
- Covet, Monique (* 1976), ungarische Pornodarstellerin
- Covey, Arthur (1877–1960), US-amerikanischer Maler und Wandmaler
- Covey, Hyatt E. (1875–1968), US-amerikanischer Politiker
- Covey, Rachel (* 1998), US-amerikanische Schauspielerin
- Covey, Richard O. (* 1946), US-amerikanischer Astronaut
- Covey, Stephen R. (1932–2012), US-amerikanischer Bestseller-AutorStephen R. Covey (1932–2012)

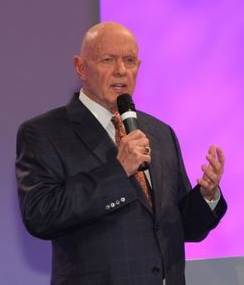
Stephen R. Covey (1932–2012)

### Covi
- Covi, Alessandro (* 1998), italienischer Radrennfahrer
- Covi, Tizza (* 1971), italienische Filmregisseurin, Drehbuchautorin und Filmeditorin
- Covic, Ante (* 1975), australischer Fußballtorhüter
- Čović, Ante (* 1975), kroatischer Fußballspieler und -trainer
- Čović, Dragan (* 1956), bosnischer Politiker
- Čović, Milica (* 1988), serbische Handballspielerin
- Čović, Nebojša (* 1958), serbischer Politiker
- Coviello, Joe, US-amerikanischer Politiker
- Covilhã, Pêro da (1450–1530), portugiesischer Diplomat und Forscher
- Covili Linfati, Isauro Ulises (* 1961), chilenischer Ordensgeistlicher, römisch-katholischer Bischof von Iquique
- Covili, Frédéric (* 1975), französischer Skirennläufer
- Coville, Frederick Vernon (1867–1937), US-amerikanischer Botaniker
- Covington, Arthur (1913–2001), kanadischer Physiker
- Covington, Charles, US-amerikanischer Jazzpianist und -organist (Hammond-Orgel)
- Covington, D. J. (* 1991), US-amerikanischer Basketballspieler
- Covington, George Washington (1838–1911), US-amerikanischer Politiker
- Covington, James Harry (1870–1942), US-amerikanischer Politiker
- Covington, Julie (* 1947), britische Sängerin und Schauspielerin
- Covington, Leonard (1768–1813), US-amerikanischer Politiker
- Covington, Robert (* 1990), US-amerikanischer Basketballspieler
- Covington, Syms († 1861), Besatzungsmitglied der Beagle (1831–1836), Gehilfe und Sekretär von Charles Darwin
- Covington, Warren (1921–1999), US-amerikanischer Posaunist, Arrangeur und Bandleader
- Covino, Michael Angelo (* 1984), US-amerikanischer Filmregisseur und Schauspieler

### Covo
- Covode, John (1808–1871), US-amerikanischer Politiker
- Covolo, Enrico dal (* 1950), italienischer Ordensgeistlicher und Theologe, Rektor der Päpstlichen Lateranuniversität, Titularbischof

### Covr
- Covre, Tullio (1917–1961), italienischer Pilot
- Covrig, Ana Maria (* 1994), rumänischer Radrennfahrerin